# Вали Стејшон (Кентаки)
Вали Стејшон (енгл. Valley Station) град је у америчкој савезној држави Кентаки.

## Демографија
По попису из 2000. године број становника је 22.946.
| Група             | 2000.          | 2010.    |
| Белци             | 21.835 (95,2%) | 0 (0,0%) |
| Афроамериканци    | 492 (2,1%)     | 0 (0,0%) |
| Азијати           | 91 (0,4%)      | 0 (0,0%) |
| Хиспаноамериканци | 204 (0,9%)     | 0 (0,0%) |
| Укупно            | 22.946         | 0        |